# Quelli che benpensano
Quelli che benpensano è un singolo del rapper italiano Frankie hi-nrg mc, pubblicato nel 1997 come terzo estratto dal secondo album in studio La morte dei miracoli.
Del brano sono state fatte varie versioni, come il remix di Ice One inserito sempre nell'album La morte dei miracoli; Fiorella Mannoia ripubblica il brano come singolo nel 2012, composto nella parte musicale da Giulia Puzzo e Sebastiano Ruocco e nella parte testuale da Frankie hi-nrg mc.

## Descrizione
Quelli che benpensano tratta di una figura molto presente negli anni ottanta e novanta, lo yuppie, l'arrampicatore sociale. Nel testo vengono definiti «come lucertole [che] s'arrampicano», per loro «l'imperativo è vincere e non far partecipare nessun altro», perché «nella logica del gioco la sola regola è esser scaltro». Il brano fu premiato come miglior canzone italiana del 1997. Il ritornello del brano è cantato da Riccardo Sinigallia.
La canzone presenta inoltre campionamenti tratti dai brani Dawn Comes Alone, composto da Jack Arel e interpretato da Nicole Croisille (con lo pseudonimo Tuesday Jackson) per la colonna sonora del film I giovani lupi, e Blue Juice, composto da Jimmy McGriff.

## Video musicale
Nel video, girato lungo le strade di Roma, oltre a Riccardo Sinigallia compaiono anche il rapper e produttore della canzone Ice One, come passeggero del taxi, assieme al cantante Franco Califano e ad attori come Raffaele Vannoli e Marco Giallini.

## Tracce
Testi e musiche di Sebastiano Ruocco, Giulia Puzzo e Francesco Di Gesù.
CD promozionale
1. Quelli che benpensano (Radio edit) – 4:05

12"
- Lato A

1. Quelli che benpensano (Album Version) – 4:13
2. Quelli che benpensano (Ice One Remix) – 4:13
3. Quelli che benpensano (DJ Stile Remix) – 4:15

- Lato B

1. Quelli che benpensano (Album Version Instrumental) – 4:13
2. Quelli che benpensano (Ice One Remix Instrumental) – 4:13
3. Quelli che benpensano (DJ Stile Remix Instrumental) – 4:15

## Classifiche
| Classifica (1997) | Posizione massima |
| ----------------- | ----------------- |
| Italia            | 8                 |

## Versione di Fiorella Mannoia
Il 9 ottobre 2012 la cantante Fiorella Mannoia ha pubblicato una reinterpretazione di Quelli che benpensano come primo singolo del suo album dal vivo Sud il tour. Si tratta di una rivisitazione del brano in una versione duetto del brano proprio con Frankie hi-nrg mc, autore del testo del brano.

### Video musicale
Il video mostra la registrazione di un'esibizione dal vivo della Mannoia mentre interpreta il brano insieme a Frankie hi-nrg mc. Sul palco è presente anche un corpo di ballo che si cimenta in varie coreografie.

### Tracce
Testi di Francesco Di Gesù, musiche di Sebastiano Ruocco e Giulia Puzzo.
1. Quelli che benpensano (feat. Frankie hi-nrg mc) – 5:11